# Elisabeth von Hessen-Darmstadt (1579–1655)
Elisabeth von Hessen-Darmstadt (* 29. November 1579 in Darmstadt; † 17. Juli 1655 auf Schloss Wehen) war eine landgräfliche Prinzessin und durch Heirat Gräfin von Nassau-Weilburg.

## Leben
Elisabeth war die Tochter des 1596 verstorbenen Landgrafen Georg I. von Hessen-Darmstadt und dessen 1587 verstorbener Gemahlin Magdalena zur Lippe. Landgraf Ludwig V. von Hessen-Darmstadt war ihr älterer Bruder, Philipp III. von Hessen-Butzbach und Friedrich I. von Hessen-Homburg waren ihre jüngeren Brüder. Am 9. Mai 1601 heiratete sie den Grafen Johann Casimir von Nassau-Weilburg (1577–1602).
Mit dem im Jahre 1600 ausgehandelten Ehevertrag wurde für sie eine Mitgift von 24.000 Gulden und eine Morgengabe von 3.000 Gulden festgesetzt. Das Beilager wurde am Hochzeitstag abgehalten. Aus der Ehe ging die Tochter Anna Eleonore (1602–1685) hervor, die am 25. Mai 1625 den Herzog Ludwig Friedrich von Württemberg-Mömpelgard heiratete, der in erster Ehe mit einer Nichte Elisabeths verheiratet war, mit Elisabeth Magdalena von Hessen-Darmstadt. Der töchterlichen Ehe entstammte unter anderen Herzog Georg II. zu Württemberg-Mömpelgard.
Elisabeths Ehe mit Graf Johann Casimir währte nicht lange. Er starb kaum ein Jahr nach der Hochzeit, so dass die gemeinsame Tochter bereits Halbwaise war, als sie geboren wurde. Fortan lebte Elisabeth auf ihrem Witwensitz auf Schloss Wehen, das auch Witwensitz der noch lebenden Schwiegermutter Anna, geb. Gräfin von Nassau-Dillenburg (1541–1616), war.
1611 beabsichtigte Elisabeth die Heirat mit dem Pfalzgrafen Johann August von Veldenz-Lützelstein. Die Hochzeit fand nicht statt, denn er starb während der Anreise, am Tag der geplanten Hochzeit, auf Burg Lemberg.
Die Gräfinwitwe Elisabeth erhielt als Mitglied der Tugendlichen Gesellschaft am 5. Februar 1630 den Beinamen die Almosengebende.
1634 verließ sie Schloss Wehen, um die Wirren des Dreißigjährigen Krieges in mehr Sicherheit bei ihrem Bruder Philipp, in seiner Residenz, dem landgräflichen Schloss Butzbach, zu überstehen. Wie ihr Bruder Philipp, der zudem das Hebräische meisterhaft beherrschte, war Elisabeth sehr bibelfest. Sie wie auch ihr Bruder hatten die Bibel Dutzende Male gelesen. Elisabeth konnte beliebig gewünschte Psalme auswendig aufsagen. Nach ihrem Aufenthalt in Butzbach setzte die Gräfin viel daran, ihren Witwensitz Wehen wieder in geordnete Strukturen zu versetzen: sie setzte Pleban, den sie in Butzbach kennenlernte, als Seelsorger ein, es wurde unter ihr, „der durchleuchtigen unndt hochgebornen fürstin unnd frauwen, frauwen Elisabethen, geborner landgrävin zu Heßen, gravin und frauwen zu Naßaw Sarprücken wittiben“, eine Kirchenordnung erlassen, „wie es hinfuro in dem ampt Wehen in kirchen und schulen soll gehalten werden“, sie ließ die durch die Kriegswirren nach allen Seiten zerstreuten Bewohner des Fleckens Wehen wieder in ihrer Witwenresidenz sammeln und garantierte ihnen einigen Schutz.

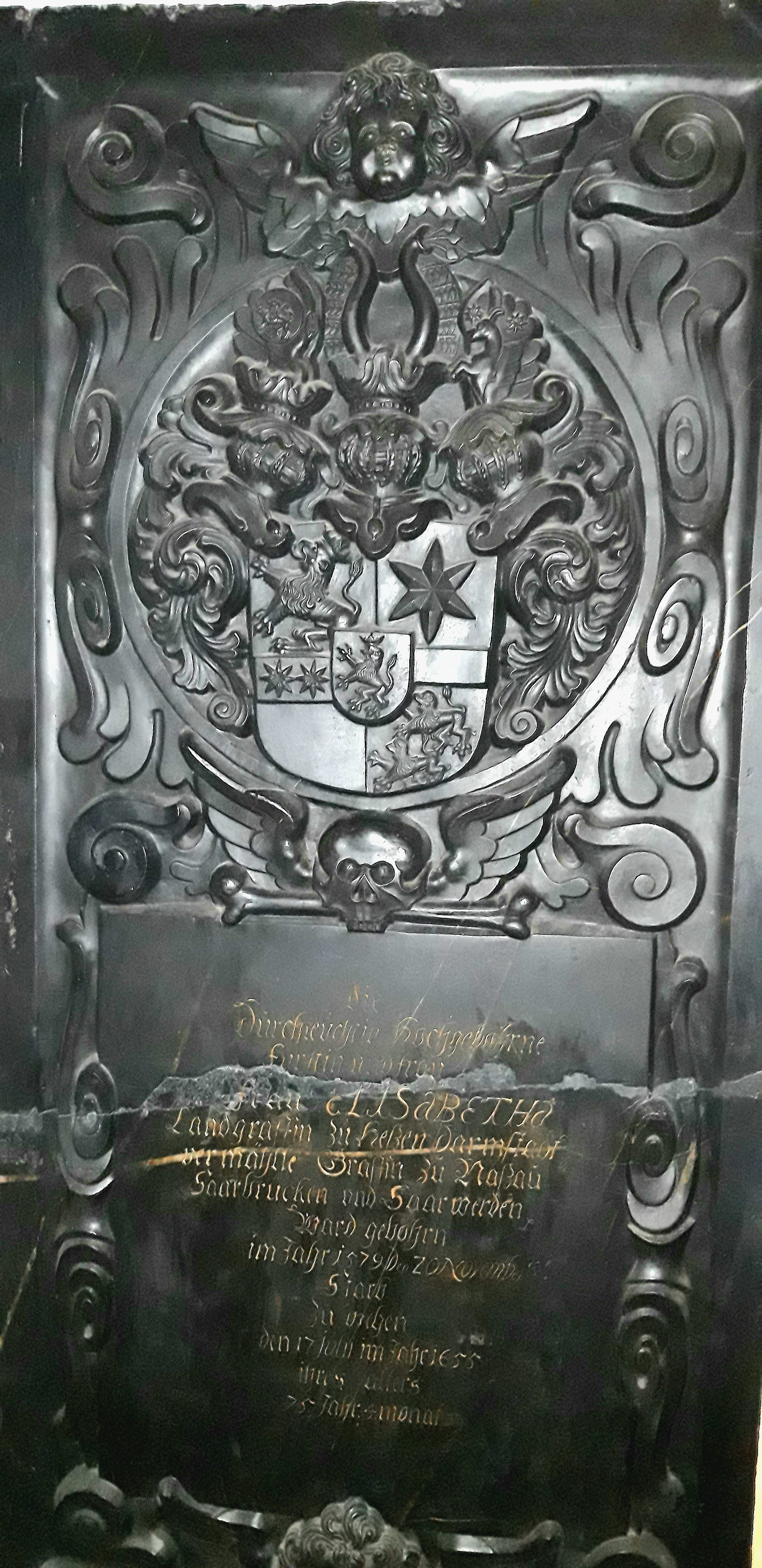
Epitaph für Elisabeth zu Nassau-Saarbrücken Weilburg, geb. Hessen-Darmstadt, Schlosskirche Weilburg

Nachdem Gräfin Elisabeth von Nassau-Weilburg 1655 zu Wehen die Augen für immer geschlossen hatte, wurde das Schloss Wehen nicht mehr als Witwensitz der Nassau-Weilburger Linie benutzt, denn Wehen und sein Grund gehörten ja zu Nassau-Idstein. Der Leichnam der Gräfinwitwe wurde in der nassauischen Familiengrablege in Weilburg beigesetzt, wie der ihres Gatten bereits 1602.